# 格莫爾達島
格莫爾達島是印度的島嶼，屬於尼科巴群島的一部分，由安達曼-尼科巴群島負責管轄，長26.5公里、寬7.7公里，面積188.2平方公里，最高點海拔高度186米，2001年人口2,859。
8°08′N 93°30′E / 8.133°N 93.500°E